# 山脇正男
山脇 正男（やまわき まさお、1894年（明治27年）3月23日 - 1961年（昭和36年）10月5日）は、大日本帝国陸軍軍人。最終階級は陸軍中将。

## 経歴
1894年（明治27年）に高知県で生まれた。陸軍士官学校第28期、陸軍大学校第37期卒業。1936年（昭和11年）に陸軍習志野学校教官に就任し、1938年（昭和13年）に陸軍砲兵大佐に進級。1939年（昭和14年）に野戦重砲兵第5連隊長を経て、1940年（昭和15年）に第22師団参謀長に就任し、日中戦争に出動。杭州に駐屯し、討伐戦の指揮を執った。
1942年（昭和17年）に陸軍少将に進級し、1943年（昭和18年）に関東軍化学部長に就任。1944年（昭和19年）に三方原教導飛行団長に転じ、1945年（昭和20年）4月15日に陸軍歩兵学校附となり、4月30日に陸軍中将に進級。5月23日には第160師団長に親補され、朝鮮・群山に布陣し、終戦を迎えた。
1947年（昭和22年）11月28日、公職追放仮指定を受けた。